# Pecanapis franckei
Pecanapis franckei är en spindelart som beskrevs av Norman I. Platnick och Forster 1989. Pecanapis franckei ingår i släktet Pecanapis och familjen Anapidae. Inga underarter finns listade i Catalogue of Life.